# Жегалово (Мордовия)
Жегалово — село в Темниковском районе Мордовии. Входит в Пурдошанское сельское поселение.
Население 522 чел. (2001), в основном русские.

## География
Расположено на р. Шавец, в 18 км от районного центра и 84 км от железнодорожной станции Торбеево.

## Топоним
Название по происхождению антропоним: владельцами этого населенного пункта были служилые люди Жегаловы (Жигаловы).

## История
В «Списке населённых мест Тамбовской губернии» (1866) Жегалово — село владельческое из 227 дворов Темниковского уезда. По данным подворной переписи 1882 г., в селе было 106 домов (1 026 чел.), 396 амбаров и сараев, 36 риг, 242 колоды пчёл, 8 промышленных заведений, трактир.  
Возглавлял Жегановский сельсовет и Жегаловское сельское поселение, образованное в 2005 году в границах сельсовета.
Законом Республики Мордовия от 24 апреля 2019 года, Жегаловское сельское поселение и одноимённый ему сельсовет были упразднены (населённые пункты включены в Пурдошанское сельское поселение и одноимённый ему сельсовет).

## Население
| 2002 | 2010 |
| ---- | ---- |
| 485  | ↘349 |

### Историческая численность населения
В 1931 г. насчитывалось 616 хозяйств (3 240 чел.);

## Известные люди
Родина Героя Социалистического Труда П. Ф. Бурениной.

## Инфраструктура
Основа экономики — сельское хозяйство. В 1931 г.создан колхоз «Заря», с 1997 г. — СХПК. На базе бывшего винокуренного завода построен крахмальный.
В современной инфраструктуре села — Дом культуры, библиотека, хозяйственный и продовольственный магазины.

## Достопримечательности
Каменная Покровская церковь (1840) с приделами в честь святителей Митрофана Воронежского и Николая Чудотворца, Покрова Пресвятой Богородицы (построена в стиле классицизма на средства местных помещиков Корольковых; восстанавливается с помощью саранских предпринимателей и благотворителей).

## Транспорт
Село доступно автотранспортом.  Проходит автодорога регионального значения 89Н-05 — Пурдошки — Жегалово — Темников